# Playa de La Isla
Playa de la Isla está situada en el concejo de Colunga, en el Principado de Asturias. Toma el nombre de un islote situado en su margen izquierdo, con la que se une en las bajamares a través de un tómbolo. Es la playa más visitada del concejo.

## Servicios
- Aparcamiento [1]
- Duchas [2]
- Aseos
- Servicio socorristas diario [3]
- Restaurantes y chiringuitos
- Teléfonos
- Papeleras
- Servicio de limpieza[4]